# کونی تورشتنسون
کونی تورشتنسون (سوئدی: Conny Torstensson؛ زادهٔ ۲۸ اوت ۱۹۴۹) بازیکن و مربی فوتبال اهل سوئد بود.
از باشگاه‌هایی که در آن بازی کرده‌است می‌توان به باشگاه فوتبال بایرن مونیخ و باشگاه فوتبال زوریخ اشاره کرد.
وی همچنین در تیم‌های ملی فوتبال زیر ۲۱ سال سوئد و سوئد بازی کرده‌است.